# Vùng tự chủ Alash
Vùng tự chủ Alash (tiếng Kazakh: Алаш Автономиясы, đã Latinh hoá: Alash aýtonomııasy, tiếng Nga: Алашская автономия, đã Latinh hoá: Alashskaya avtonomiya) là một quốc gia tự trị của người Kazakh tồn tại giữa ngày 13 tháng 12 năm 1917, và ngày 26 tháng 8 năm 1920, trên khung vực gần trùng với lãnh thổ của Cộng hòa Kazakhstan ngày nay. Thủ đô là Semey, lúc đó được gọi là "Alash-qala".
Vasile Balabanov được bổ nhiệm làm thống đốc và thủ hiến Kazakhstan (vào thời điểm đó được gọi là Turkestan thuộc Nga) vào năm 1905 và tiếp tục ở vị trí đó cho đến năm 1920. Ông đã rời bỏ Hồng quân Liên Xô năm 1920 và sang Trung Quốc. Trung Quốc lúc đó coi ông là thống đốc hợp pháp của Kazakhstan.
Vùng tự chủ Alash năm 1917 chỉ trên danh nghĩa. Kazakhstan bị kiểm soát bởi Quân đội Bạch vệ chống cộng sản và là thủ hiến được bổ nhiệm, những người nắm quyền kiểm soát cho đến khi Hồng quân có thể tiếp quản vào năm 1920.
Vùng tự chủ Alash được tuyên bố vào tháng 12 năm 1917. Các nhà lãnh đạo Alash đã thành lập Alash Orda, một chính phủ Kazakhstan, được liên kết với Quân đội Bạch vệ và chiến đấu chống lại những người Bolshevik. Luật đầu tiên của chính phủ Alash từ ngày 11 đến 24 tháng 6 năm 1918 như sau: "Đồng ý vô hiệu hóa tất cả các nghị định do chính quyền Xô viết ban hành trên lãnh thổ của Alash tự trị. Chủ tịch Alash-Orda: Bokeikhanov, Thành viên: Tynyshpaev, Gabbasov". Năm 1919, khi các lực lượng Bạch vệ bị thua, chính phủ tự trị Alash bắt đầu đàm phán với những người Bolshevik. Vào năm 1919–20, những người Bolshevik đã đánh bại các lực lượng Nga trắng trong khu vực và chiếm đóng Kazakhstan. Ngày 26 tháng 8 năm 1920, chính phủ Xô viết giải tán quyền tự trị Alash, và thành lập Cộng hòa xã hội chủ nghĩa Xô viết tự trị Kyrgyzstan, vào năm 1925 đổi tên thành Cộng hòa xã hội chủ nghĩa Xô viết tự trị Kazakstan và Cộng hòa Xã hội chủ nghĩa Xô viết Kazakhstan năm 1936.

## Chính phủ
Alash Orda (tiếng Kazakh: Алаш Орда, đã Latinh hoá: Alash Orda, "Hãn quốc Kazakhstan") là tên của chính phủ Kazakhstan tạm thời từ ngày 13 tháng 12 năm 1917 đến ngày 26 tháng 8 năm 1920. Chính phủ tạm thời bao gồm 25 thành viên (10 vị trí dành riêng cho người không phải người Kazakh) và 15 ứng cử viên thành viên. Họ thành lập một Ủy ban giáo dục đặc biệt và thành lập các trung đoàn dân quân như các lực lượng vũ trang của họ. Họ đã ban hành một số nghị quyết lập pháp. Người đầu tiên của 11-24 tháng 6 năm 1918 là sau đây: "Đồng ý để vô hiệu hóa tất cả các nghị định do chính quyền Liên Xô ban hành trên lãnh thổ của Alash tự trị. Chủ tịch Alash-Orda: Bokeikhanov, Thành viên: Tynyshpaev, Gabbasov."

## Trong văn hóa đại chúng
Vùng tự chủ Alash đã là tựa đề để ra mắt hai bộ phim nổi tiếng của Nga
- 1994 «Алаш туралы сөз» "Lời của Alash" "Алаш туралы сөз" - "Алаш туралы сөз" (phim tài liệu) « Kazakhtelefilm » đạo diễn phim Kalila Umarov.
- 2009 «Алашорда» "Alashorda" "Алашорда" - "Алашорда" (phim tài liệu) « Kazakhfilm » đạo diễn phim Kalila Umarov.